# سامسونگ گلکسی آ۰۳
سامسونگ گلکسی آ۰۳ (انگلیسی: Samsung Galaxy A03) یک تلفن هوشمند مبتنی بر اندروید است که توسط سامسونگ الکترونیکس تولید شده‌است. این تلفن دارای دوربین دوگانه با دوربین اصلی ۴۸ مگاپیکسلی، صفحه نمایش ۶٫۵ اینچی Infinity-V با وضوح HD+ و باتری غیرقابل تعویض لیتیوم یونی با ظرفیت ۵۰۰۰ میلی‌آمپر ساعت است. این گوشی از اندروید ۱۱ بهره می‌برد.